# Argostemma timorense
Argostemma timorense är en måreväxtart som beskrevs av John Johannes Joseph Bennett. Argostemma timorense ingår i släktet Argostemma och familjen måreväxter. Inga underarter finns listade i Catalogue of Life.